# 戴雅堂一僊
戴雅堂 一僊（たいがどう いっせん、生没年不詳）とは、江戸時代の浮世絵師。

## 来歴
葛飾北斎の門人。俗名不明、戴雅堂と号す。文化頃の人物とされ、「芸妓図」（絹本着色）に「文化八年辛未末秋　戴雅堂一僊写」の落款と、「世の中に　楊貴妃小町　司ると　ありとも知らぬ　うぬ惚れかゝみ」という蜀山人による狂歌の画賛が添えられている。画風は北斎風を示す。文化11年（1814年）頃の摺物「水禽図」には、他の北斎門人とともに戴雅堂の名がある。